# Bataille de Pedroso
La Bataille de Pedroso a eu lieu le 18 janvier 1071 près de la paroisse de Mire de Tibães . Nuno II Mendes, alors Comte de Portugal, n'a pas pu contenir le roi Garcia II de Galice, perdant la vie et la bataille.
Voici la description de la bataille dans la chronique des Goths du XIIe ou XIIIe siècle (Traduction du professeur Albino de Faria) :

« C'était 1109 (La date présentée est de l'ère hispanique comptée à partir du 1er janvier 38 av. J.-C. et non de l'ère chrétienne, adoptée au Portugal uniquement le 22 août 1422, sous le règne de D. João I. Par conséquent , l'année correcte de l'événement mentionné est 1071): Le 18 janvier, les Portugais ont mené une bataille contre le roi D. Garcia, frère du roi D. Fernando et dans cette guerre, ils étaient dirigés par le comte Nuno Mendes. Il y mourut et tous les siens s'enfuirent. Le roi a remporté une victoire sur eux dans un endroit appelé Pertalini, (aujourd'hui Pedroso), entre Braga et la rivière Cávado. »

La victoire des forces du roi de Galice sur celles de Nuno II Mendes, le dernier comte de Portugal de la maison de Vímara Peres, mort dans la bataille, permet à Garcia II de s'emparer de la province du Portugal.